# Juan Sáez Hurtado
 (janvier 2017).
Juan Sáez Hurtado (15 décembre 1897 - 8 août 1982), est un prêtre catholique espagnol, ayant exercé son ministère dans le diocèse de Carthagène. Dans les différentes tâches pastorales qui lui furent confiées, il les exerça d'une manière exemplaire et connut une réputation de sainteté. L'Église catholique a entamé la procédure pour sa béatification et l'a déclaré vénérable.

## Biographie

### Jeunesse
Juan Sáez Hurtado naît à Alcantarilla dans une famille modeste et religieuse. Son père est journaliste dans un hebdomadaire régional et sa mère femme au foyer. Il est le dernier et troisième enfant de la famille. La ferveur religieuse est profonde dans le foyer et dès son plus jeune âge, on l'envoie à l'école des Sœurs salésiennes du Sacré-Cœur de Jésus. Il y est reçu par la Mère fondatrice, la bienheureuse Piedad de la Cruz Ortíz Real. Les dernières années de sa vie, Juan Sáez Hurtado apportera son témoignage dans l'enquête diocésaine de la cause en béatification de Mère Piedad. En effet, elle jouera un rôle important dans son enfance, d'abord comme directrice de l'école où il était externe, et dans sa vocation religieuse. Elle l'encouragea dans son projet de devenir prêtre.
Juan Sáez Hurtado intègre le séminaire San Fulgencio de Murcie le 1er octobre 1910, alors qu'il n'a pas encore treize ans. Il se distingue rapidement de ses camarades par son attrait pour la prière, les études, la discipline et sa discrétion. Il sera très apprécié de ses supérieurs. Sa ferveur était telle qu'on lui confia le soin de la chapelle du séminaire. L'un de ses camarades les plus proches, le Père Pablo Menor, dira de lui : « Dans les années 1910 à 1917, au séminaire, Juan était un modèle pour ceux qui aspiraient au sacerdoce, suscitant l'admiration de tous. Alors que je viens d'avoir quatre-vingt ans, ce fut l'unique fois dans ma vie que je vis l'expression de la perfection évangélique chez quelqu'un. »

### Débuts du ministère
Juan Sáez Hurtado est ordonné prêtre le 26 mai 1923 par l'évêque de Carthagène, Mgr Vicente Alonso y Salgado, dans la chapelle du Palais épiscopal de Murcie. Il célèbre sa première messe le 17 juin suivant dans l'église San Pedro d'Alcantarilla. La première charge qu'on lui confia fut celle d'être prêtre coadjuteur de la paroisse de Molina de Segura. Il n'y resta qu'un an mais ce fut suffisant pour qu'il reste dans la mentalité des fidèles comme un prêtre proche des gens, simple et attentif aux pauvres. Il y donnera même naissance à l'Oratoire Saint-Louis-de-Gonzague pour les jeunes de Molina.
En 1924, il est nommé recteur de la paroisse de Bormate, dans la province d'Albacete. Outre la charge des paroissiens, il y sera aussi l'aumônier d'une communauté de religieuses. Ses vertus humaines et spirituelles lui accordent une fois de plus la sympathie des fidèles, et on le surnomme volontiers "santo cura de Bormate" (saint curé de Bormate). 
De 1929 à 1932, Juan Sáez Hurtado est nommé économe de la paroisse de La Gineta. Son activité fut remarquée pour ses actions en faveur des plus nécessiteux et son dévouement pour les enfants et la jeunesse. Là, on le surnomme le « bon curé ». Il remplira les mêmes fonctions dans la paroisse de Beniaján de 1932 à 1936.

### Pendant la guerre civile espagnole
En juillet 1936, Juan Sáez Hurtado est nommé curé de la paroisse San Jun Bautista de Alquerías, dans la province de Murcie. Quelques semaines plus tard la guerre civile espagnole éclate et les persécutions à l'encontre du clergé, menées par le camp républicain, font rage. Pour éviter de mettre en péril la vie de ses paroissiens, Juan Sáez Hurtado se réfugie dans son village natal, à Alcantarilla.
Malgré les rafles et les perquisitions entreprises par les miliciens à Alcantarilla, le Père Sáez ne fut jamais découvert. C'est au péril de sa vie qu'il continue d'exercer son ministère sacerdotal en cachette, célébrant la messe, confessant et distribuant les sacrements dans la maison familiale. Des prêtres, religieuses et notamment des paroissiens de Molina de Segura vinrent trouver refuge auprès de lui. 

### Années 1940-1950
En 1939, Juan Sáez Hurtado est nommé économe de la paroisse San Cristobal de Lorca. En 1940, une femme se présente à lui et demande son intercession pour qu'elle ait un enfant et qu'il reste en vie. Elle avait eu quatre enfants mais tous moururent en bas âge. Le Père Sáez la réconforta et lui dit qu'elle aurait un fils, qui survivrait, et qui deviendrait prêtre. En effet, tout se passa ainsi, et l'enfant, nommé Ramón Fernández Miñarro, devint le curé de la paroisse San Juan Bautista de Aquerías. 
De 1941 à 1945, Juan Sáez Hurtado fut nommé à la paroisse de Torreagüerra. Il s'y employa à venir en aide à la population souffrant de misère matérielle et spirituelle après les désastres causés par la guerre civile. Destiné comme économe d'Aljucer, il y fut finalement curé de la paroisse Notre-Dame des Douleurs de juillet 1945 à mars 1950. Comme dans sa dernière paroisse, il vint en aide aux plus nécessiteux, aux familles ravagées par la guerre, réorganisa la paroisse et dynamisa la vie religieuse après les persécutions menées contre le clergé. Considéré comme un saint, les paroissiens d'Aljucer se disent être orgueilleux de l'avoir compté parmi ses curés. 
Juan Sáez Hurtado mène une vie austère et ses nombreux travaux le fatiguent. En 1949 et 1950, il se retire pour quelques jours au monastère de la Luz pour se reposer et se consacrer entièrement à la prière et à la retraite spirituelle. Dans le même temps, il servira d'aumônier aux Sœurs du Christ crucifié au couvent de Villa Pilar. De nombreuses religieuses témoignèrent à son procès en béatification pour décrire avec quelle ferveur il priait et célébrait la messe, et pour rapporter les conseils spirituels qui leur donnait. En 1950, ses supérieurs le replacèrent à Beniaján comme économe. Une nouvelle fois, il lança de nombreuses œuvres en faveur des habitants les plus pauvres.

### Années 1960-1970
En 1955, il est nommé curé de la paroisse San Pablo d'Abarán. Juan Sáez Hurtado y encouragea l'Action catholique, notamment pour les jeunes et les femmes. Visitant les pauvres et les malades très régulièrement, il développa et créa des œuvres caritatives. De plus, ses prédications et ses cours de catéchisme connurent du succès et ses messes et les moments où il confessait attiraient de nombreux fidèles. En effet, il y impulsa la pratique religieuse de ses paroissiens, les encourageant à une vie spirituelle plus sincère. À partir des années 1960, son dynamique ministère sacerdotal détériore sa santé et en 1964, il souffre d'une hernie discale. En 1972, il quitte Abarán.
Juan Sáez Hurtado devient alors confesseur et sacristain de la Cathédrale de Murcie. Dès lors, il est malade et mène une vie discrète. Cependant, il célèbre en 1973 son Jubilé d'or sacerdotal, à l'occasion du cinquantenaire de son ordination, à Abarán. Ce fut une grande manifestation de l'affection que lui portaient les paroissiens d'Abarán. 

### Maladie et décès
Malgré son ministère discret à la cathédrale de Murcie, les journées dans le confessionnal sont longues et épuisantes, et les fidèles se relaient toute la journée pour recevoir l'absolution ou ses conseils. Sa santé se détériorant toujours plus, il est forcé d'être hospitalisé à El Palmar. C'est là qu'il mourut le 8 août 1982, vers midi. Ses dernières paroles furent une invocation à la Vierge Marie : « Ma mère ! »
Ses funérailles furent célébrées à Alcantarilla devant plusieurs milliers de fidèles, dès le lendemain.

## Béatification
Le 9 juillet 1993, la Congrégation pour les causes des saints autorise le diocèse de Carthagène à introduire la procédure de béatification et canonisation de Juan Sáez Hurtado. L'enquête diocésaine s'est clôturée le 18 décembre 1998 et transférée à Rome pour y être étudiée par le Saint-Siège. 
Le 20 janvier 2017, le pape François reconnaît l'héroïcité de ses vertus et le déclare vénérable.

## Sources
- https://drive.google.com/file/d/0BzlmZncijyZ_ODg0ZGQ4YmYtYmNmNy00OGY3LWFhYjAtN2M3MjEzYzVjODdi/view?hl=es
- http://www.laopiniondemurcia.es/municipios/2017/01/21/papa-aprueba-primer-paso-santidad/799736.html